# С-90 (экранолёт)
С-90 — российский проектируемый экранолёт. Многофункциональное авиационное транспортное средство безаэродромного базирования для перевозки пассажиров и грузов в труднодоступных районах.
Рабочий образец экранолёта должен был быть продемонстрирован в 2000 году на гидроавиасалоне «Геленджик-2000», но по необъявленным причинам демонстрация не состоялась. На сайте ОКБ Сухого информация об С-90 отсутствует полностью.
Главный конструктор экранолёта — Александр Поляков.

Отличительная особенность экранолёта является его способность летать на разных высотах (от нескольких метров до нескольких тысяч метров) при одинаковой нагрузке при дальности порядка тысячи километров.
Благодаря шасси на воздушной подушке для его базирования не требуется аэродром, эта особенность отличает аппарат от всех других видов самолётов.
Экранолёт «С-90» имеет три основных режима эксплуатации:
1. Самолёт местных воздушных линий с шасси на воздушной подушке (ШВП);
2. Экраноплан, то есть летящий на относительно небольшой (до нескольких метров) высоте от поверхности воды, земли, снега или льда.
3. Судно на воздушной подушке (СВП)/самоходная баржа.

## Технические характеристики

Схема экранолёта С-90

Представлены проектные технические характеристики «С-90» для режимов Самолёт/Экраноплан/СВП.

### Массы и нагрузки
- Максимальный взлётный вес 7900/9500/10500 кг;
- Вес пустого снаряжённый 4500/4500/4500 кг;
- Максимальный вес коммерческой нагрузки 2500/3100/4500 кг;
- Нормальный запас топлива 1500/2500/3000 кг;
- Максимальный запас топлива 3000/3000/3000 кг.

### Лётные данные
- Крейсерская скорость 400/400/80 км/ч;
- Высота полёта 4000/0,5/0,05 м;
- Взлётная скорость 120 км/ч;
- Посадочная скорость 120 км/ч;
- Дальность полёта:
  - с максимальным запасом топлива 3100 км;
  - с 19 пассажирами 1260/2940/ км;
  - с 25 пассажирами 760/2450/ км;
  - с 31 пассажиром 1870/1970/ км;
- Топливная экономичность 38/30/49 г/пасс*км;
- Длина разбега/пробега 230/240/ м;
- Потребная длина ВПП (по АП-25) 800/0/ м.

Диапазон высот полёта — от 0,5 метра до 4000 метров. Дальность — свыше 3000 километров без груза.